# Law (Familienname)
Law ist ein englischer und chinesischer Familienname.

## Namensträger
- Acie Law, US-amerikanischer Basketballspieler
- Alexandre-Jacques-Bernard Law de Lauriston (1768–1828), französischer General und Diplomat
- Andrew Bonar Law (1858–1923), britischer Politiker
- Ant Law (* 1983), britischer Jazzmusiker
- Bernard Francis Law (1931–2017), US-amerikanischer Geistlicher, Erzbischof von Boston, Kardinal
- Law Bik Chi (* 1984), Fußballschiedsrichterin aus Hongkong
- Calab Law (* 2003), australischer Sprinter
- Charles B. Law (1872–1929), US-amerikanischer Politiker
- Law Cheuk Him (* 1994), Badmintonspieler aus Hongkong
- Chris Law (* 1969), schottischer Politiker
- Clara Law (* 1957), Regisseurin aus Hongkong
- Darren Law (* 1968), US-amerikanischer Automobilrennfahrer und Motorsportfunktionär
- Denis Law (1940–2025), schottischer Fußballspieler
- Don Law (1902–1982), britisch-amerikanischer Musikproduzent
- Edward Law, 1. Earl of Ellenborough (1790–1871), britischer Politiker
- Eileen Law (1900–1978), kanadische Sängerin und Musikpädagogin
- Elizabeth Parke Custis Law (1776–1831), Enkelin von Martha und George Washington
- Evander McIvor Law (1836–1920), General der Konföderierten Staaten von Amerika im Amerikanischen Bürgerkrieg
- Hamilton Law (1913–1998), US-amerikanischer Badmintonspieler
- Hayley Law (* 1992), kanadische Schauspielerin und Sängerin
- Jacqueline Law (1966–2012), chinesische Schauspielerin
- Jean Law de Lauriston (1719–1797), französischer Kolonialoffizier
- John Law (1671–1729), schottisch-französischer Nationalökonom
- John Law (Bischof) (1745–1810), englischer Mathematiker und Geistlicher, Bischof der Kirche von Irland
- John Law (Politiker) (1796–1873), US-amerikanischer Politiker
- John Law Pseudonym von Margaret Harkness (1854–1923), englische Schriftstellerin
- John Law (Soziologe) (* 1946), britischer Soziologe
- John Law (Musiker) (* 1961), britischer Pianist
- John Phillip Law (1937–2008), US-amerikanischer Schauspieler
- Jonathan Law (1674–1750), britischer Pastor, Richter und Kolonialgouverneur
- Josh Law (* 1989), englischer Fußballspieler
- Jude Law (* 1972), britischer Schauspieler
- Katrina Law (* 1985), US-amerikanische Schauspielerin
- Kelley Law (* 1966), kanadische Curlerin
- Kimyan Law (* 1994), kongolesisch-österreichischer Musikkünstler
- Kirby Law (* 1977), kanadischer Eishockeyspieler
- Leslie Law (* 1965), britischer Reiter
- Lyman Law (1770–1842), US-amerikanischer Politiker
- Michael Andrew Law (* 1982), hongkong-chinesischer Künstler, Filmproduzent, Kunsthändler und Galerist
- Nathan Law (* 1993), chinesischer Unternehmer und Politiker
- Nicky Law (Fußballspieler, 1961) (* 1961), englischer Fußballspieler und -trainer
- Nicky Law (Fußballspieler, 1988) (* 1988), englischer Fußballspieler
- Peter Law (Schauspieler) (* 1943), britischer Schauspieler
- Peter Law (Politiker) (1948–2006), walisischer Politiker
- Phillip Law (1912–2010), australischer Antarktisforscher
- Phyllida Law (* 1932), schottische Schauspielerin
- Richard Law (Richter) (1733–1806), US-amerikanischer Jurist und Politiker
- Richard Law, 1. Baron Coleraine (1901–1980), britischer Politiker
- Richard Law, 8. Baron Ellenborough (1926–2013), britischer Politiker (Conservative Party)
- Rick Law (* 1969), US-amerikanischer Illustrator
- Rodman Law (1885–1919), US-amerikanischer Stuntman
- Ruth Law (1887–1970), US-amerikanische Pilotin
- Sallie Chapman Gordon Law (1805–1894), US-amerikanische Krankenschwester
- Sam Vance-Law (* 1987), kanadischer Musiker und Sänger
- Scott Law (* 1991), australischer Radrennfahrer
- Stephen Law (* 1960), britischer Philosoph und Autor
- Law Teik Hock (1922–2010), malaysischer Badmintonspieler
- Thomas Law (* 1992), britischer Schauspieler
- Law Tsz-Chun (* 1997), Fußballspieler für Hongkong
- Ty Law (* 1974), US-amerikanischer American-Football-Spieler
- Vance Law (* 1956), US-amerikanischer Baseballspieler
- Vern Law (* 1930), US-amerikanischer Baseballspieler
- Vivien Law (1954–2002), britische Linguistin
- Law Wing-fai (* 1949), chinesischer Komponist